# El Heraldo de Cataluña
El Heraldo de Cataluña: semanario ilustrado defensor de los intereses de este principado ageno a toda política partidista: comercio, industria, agricultura, ciencias, artes, noticias, sports, anuncios, va ser una publicació setmanal que va sortir a Reus del 6 de febrer de 1916 al 24 de novembre de 1934 (últim número conegut).

## Història
Fundat per Jaume Fort Prats, que també havia fundat i dirigia El Heraldo de Reus, és una publicació interessant per a conèixer l'evolució dels preus dels productes comercials de Reus i la seva comarca, i també de Catalunya. Té diversos canvis en el subtítol, a partir de l'any 1921 és: "Órgano de los Sindicatos y entidades Agrícolas de Cataluña". L'any 1934 és: "Semanario comercial apolítico". Es dedica bàsicament a donar a conèixer temes comercials i agrícoles i d'actualitat catalana.
Inclou fotografies de diferents ciutats d'Europa i de personatges europeus de l'època, i també de monuments: el Monestir de Poblet, la galeria gòtica del palau dels reis d'Aragó a Vilafranca del Penedès, les colònies escolars de l'Ajuntament de Reus de l'any 1923, instal·lades al Pantà de Riudecanyes, celebracions socials, visites de ministres, etc. Publica un número extraordinari sobre Reus, la seva història i les seves institucions el febrer de 1919, i reportatges sobre temes relacionats amb la indústria i l'agricultura. Inclou fulletons sobre diversos temes, d'història i d'agricultura preferentment.

## Aspectes tècnics
Sortia els dissabtes. Tenia l'administració a Barcelona, al carrer de Cortés, i s'imprimia a Reus a la Impremta d'Artur Rabassa. La capçalera era il·lustrada. Cada número portava un fulletó que incorporava totes les fotografies. Tenia 8 pàgines d'informació, 8 de publicitat i 8 de fulletó. Els textos eren a 2 columnes. Es venia per subscripció anual, a 18 pessetes, a tot l'estat espanyol. Tenia seccions fixes: "Mercado de Reus", "Dietario reusense y comarcal" "Notas comerciales", "Notas de sociedad". No hi consten col·laboradors, a part d'algunes caricatures signades Ksa, pseudònim de Ferran Casajuana. L'últim exemplar conegut porta el número 463.

## Localització
- Biblioteca Central Xavier Amorós. Reus[2]
- Biblioteca del Centre de Lectura de Reus, Biblioteca de Catalunya i altres.[3]